# 19857 Amandajane
19857 Amandajane è un asteroide della fascia principale. Scoperto nel 2000, presenta un'orbita caratterizzata da un semiasse maggiore pari a 2,2997736 UA e da un'eccentricità di 0,0849435, inclinata di 5,53101° rispetto all'eclittica.